# Afracantha
Afracantha là một chi nhện trong họ Araneidae.